# Sarov (Rusland)
Sarov (Russisch: Саро́в) is een gesloten stad in het oblast Nizjni Novgorod in Rusland dat tot 1995 als Kremljov (Кремлёв) bekend was.  Tussen 1946 en 1991 was de benaming Arzamas-16 (Арзама́с-16). De plaats is niet toegankelijk voor buitenlanders vanwege onderzoek naar kernsplijting aldaar.

## Stedenbanden
- Los Alamos (New Mexico)
- Nieuw Athos

## Geboren
- Tatiana Sorokko (26 december 1971), model
- Petr Sedov (14 augustus 1990), langlaufer
- Anastasia Sedova (4 februari 1995), langlaufster

Bestuurlijk centrum: Nizjni Novgorod

Arzamas · Balachna · Bogorodsk · Bor · Dzerzjinsk · Gorbatov · Gorodets · Knjaginino · Koelebaki · Kstovo · Loekojanov · Lyskovo · Navasjino · Oeren · Pavlovo · Perevoz · Pervomajsk · Sarov · Semjonov · Sergatsj · Sjachoenja · Tsjkalovsk · Vetloega · Volodarsk · Vorsma · Vyksa · Zavolzje